# Aulacoderus sebastiani
Aulacoderus sebastiani là một loài bọ cánh cứng trong họ Anthicidae. Loài này được van Hille miêu tả khoa học vào năm 1985.